# 高田城址公園観桜会

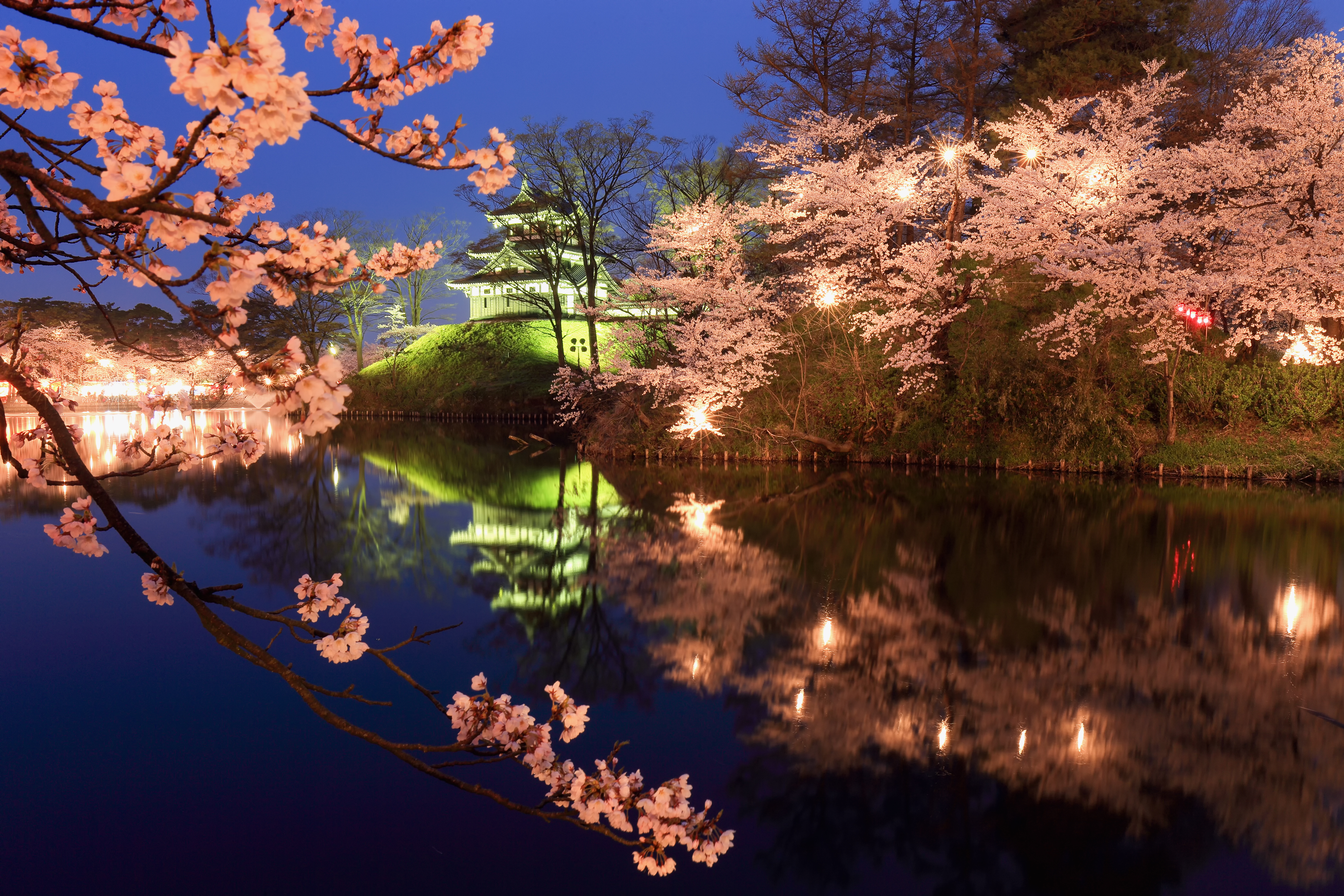
夜桜と高田城三重櫓のライトアップ

高田城址公園観桜会（たかだじょうしこうえんかんおうかい）は、毎年4月に新潟県上越市で開催される祭である。2020年に、会場となる高田公園の名称が「高田城址公園」に変更されることに伴い、名称を高田城百万人観桜会（たかだじょうひゃくまんにんかんおうかい）から改称した。

## 概要
毎年桜の開花にあわせて4月上旬から中旬にかけて行われる。約4000本の桜が咲き、3000個以上のボンボリが立ち並ぶ。日本三大夜桜の一つに数えられている。1997年の開催時から「高田城百万人観桜会」の名称を使用、公園名の改称に伴い名称を変更した。

## 歴史
1908年に在郷軍人会が旧陸軍第13師団の入城を祝して2200本の桜を植えたのが観桜会の前身である。その後、1917年に市民に観桜が許可された。当時の敷地は部外者が自由に出入りできるような場所ではなかったため、現在の造幣局の桜の通り抜けのようなものであったと考えられている。その後、1926年に初めて観桜会が開催されたが、現在のような形になったのは戦後になってからである。
平成に入ると、公園に隣接した公共施設等の解体と新設により公園自体のスペースが大きく広がり、新たに多くの桜が植えられた。また、公園のシンボルである三重櫓も1993年に建築され昭和の頃の観桜会とは大きく様相が変化した。
- 2013年 - 暴力団排除条例が施行。毎年約300店規模となる屋台の運営者は、それぞれ市側に暴力団関係者ではない誓約書を事前に提出することとなった。同年4月19日に発生した暴力事件をきっかけに暴力団関係者らが逮捕されている[5]。
- 2016年4月3日 - 会場内で貸しボートが転覆。1人が死亡[6]。
- 2017年4月8日 - 屋台から出火する事故。テント1棟が全焼[7]。
- 2020年 - 新型コロナウイルスの世界的大流行で大半の行事は中止。また公園名の改称にともないそれまでの高田城百万人観桜会から現名称に変更して開催[1][2]。

## 主なイベント
- 観桜会パレード
- 観桜茶会
- 花火
- 芸能人によるステージ

## 自衛隊

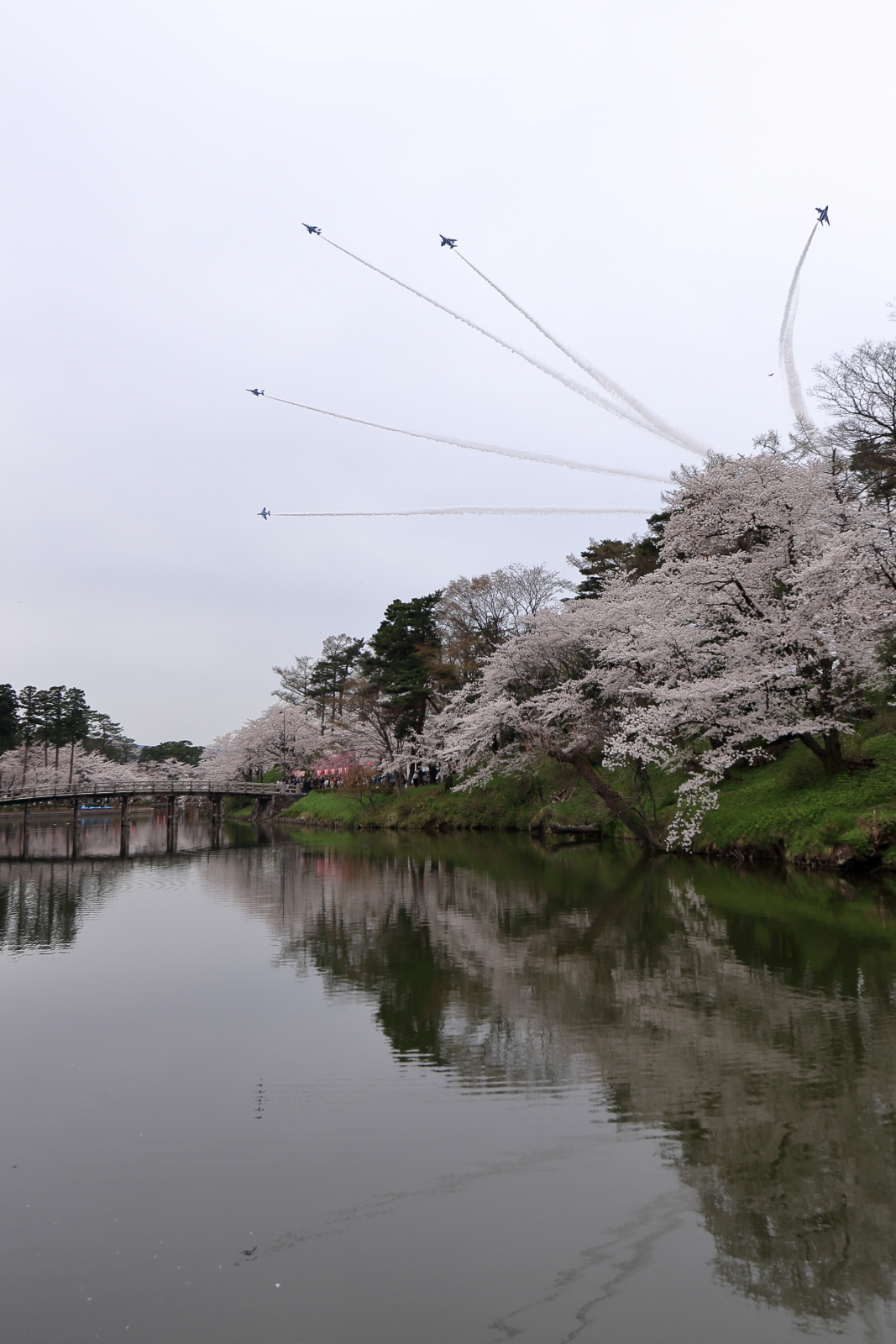
2015年に行なわれた、航空自衛隊ブルーインパルスによる展示飛行（リハーサル）。

- 2013年から、会場の高田城址公園に隣接した高田駐屯地所属部隊が公道における市中パレードを実施している[4]。また来場者に対して威圧的にならないよう、参加車両の銃器をはずす、小銃を携行する場合には弾丸は込めないなどの配慮がされている。
- 2015年4月11日には、北陸新幹線上越妙高駅開業と高田城百万人観桜会が90回目の節目を迎えることを記念し、航空自衛隊ブルーインパルスによる祝賀飛行が計画され同月10日にリハーサルが実施されたが、当日は天候不良のため展示飛行は実施されなかった。

## アクセス
- えちごトキめき鉄道 妙高はねうまライン 高田駅から徒歩15分。

駐車場の数が潤沢でないため、公共交通機関の利用が呼びかけられている。また一部の駐車場および高田駅、春日山城などからもシャトルバスが、観桜会の期間中運行される。